# Clubs Are Trump
Clubs Are Trump è un cortometraggio muto del 1917 prodotto e diretto da Hal Roach.  Interpretato da Harold Lloyd, il film fa parte della serie di comiche che avevano come protagonista il personaggio di Lonesome Luke.

## Trama
In epoca preistorica (sequenza di un sogno), Lonsome Luke, cavernicolo vestito col solo perizoma, si trova a combattere contro un gruppo di donne delle caverne.

## Produzione
Il film fu prodotto da Hal Roach per la Rolin Films. Venne girato dal 9 aprile al 9 maggio.

## Distribuzione
Distribuito dalla Pathé Exchange, il film - un cortometraggio in due bobine - uscì nelle sale cinematografiche USA il 18 novembre 1917.